# Agnes Magnell (författare)
Agnes Magnell, född Peterson 9 maj 1848, död 18 december 1928 i Stockholm, var en svensk författare och illustratör. Hon skrev berättelser till olika barntidningar, såsom Folkskolans Barntidning, och flera av dessa berättelser kom att tryckas och ges ut i bokform.

## Biografi
Magnell växte upp i Karlskrona. Hon var gift med kaptenen Carl Magnell. De var bosatta på en gård i Kolmården. Hon hade fyra döttrar, bland annat konstnären och arkitekten Agnes Magnell och barnboksförfattaren Gull Magnell-Wohlin. Ulla Alm, sedermera Lindström, var hennes dotterdotter, barn till Gull Wohlin.
Under sent 1800-tal började Magnell att måla, i huvudsak blomsterkort som inledningsvis såldes till en bokhandel i Norrköping. Ett bokförlag i Stockholm erbjöd Magnell anställning för att illustrera åt förlaget, förutsatt att hon flyttade till Stockholm. Familjen var dock bosatt i Kolmården, vilket gjorde det svårt att flytta. När en av döttrarna antogs till Kungliga Tekniska högskolan i Stockholm kunde dock familjen flytta dit, och hon började måla åt bland andra Evangeliska Fosterlandsstiftelsen och Axel Eliasson, anordnare av Barnens dag.
Hon skrev även berättelser till barntidningar under signaturen ”Agneta”, bland annat för tidningarna Linnéa, Förgät mig ej och Folkskolans barntidning samt emellanåt i Idun. Flera av dessa berättelser gavs sedermera ut som tryckta böcker.
Makarna Magnell är begravda på Norra begravningsplatsen utanför Stockholm.